# 1426 هـ
1426 هـ هي سنة في التقويم الهجري امتدت مقابلةً في التقويم الميلادي بين سنتي 2005 و2006.

## أحداث

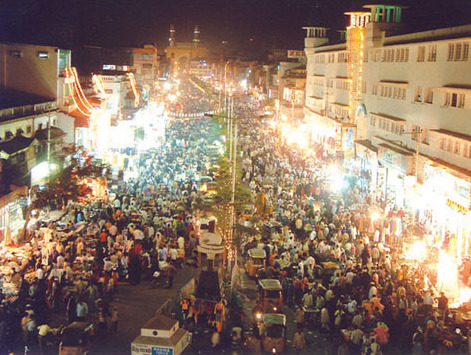
احتفال جاند رات 1426 هـ أو رؤية الهلال عند المسلمين في الهند.

- 11 ذو القعدة اغتيال الصحفي والنائب اللبناني جبران تويني

## مواليد
1426ه
- جنا عمرو
- ليونور أميرة إسبانيا

## وفيات
- أبو القاسم الكوكبي
- أحمد توفيق
- أحمد ديدات
- إبراهيم روجوفا
- إيهاب الشريف
- ثابت البطل
- جابر الأحمد الصباح
- حسن المصطفوي
- حسين الخليفة
- حمد الصليفيح
- رفيق الحريري
- سمير قصير
- عبد الرحمن المريخي
- عبد الرحمن حجازي
- عبد العزيز بن محمد آل الشيخ
- عبد الكريم المدرس
- عبد الله عباس الندوي
- عبد الله محمود
- علي عبد الله جابر
- مارتن لنكز
- محمد الشبوكي
- محمد الطاهر رويس
- محمد بكر إسماعيل
- محمد بن أحمد باشميل
- محمد بن سعيد الغامدي (ساري)
- محمد بن عبد الله المسيطير
- محمد سعيد العطار
- مصطفى العقاد
- مكتوم بن راشد آل مكتوم
- نهال أمجد الزهاوي
- المصطفوي
- عبد الكريم محمد المدرس
- فهد بن عبد العزيز آل سعود
- مولود حسين مولود
- أبو البراء أحمد
- عبد الله الرشود